# 피블스

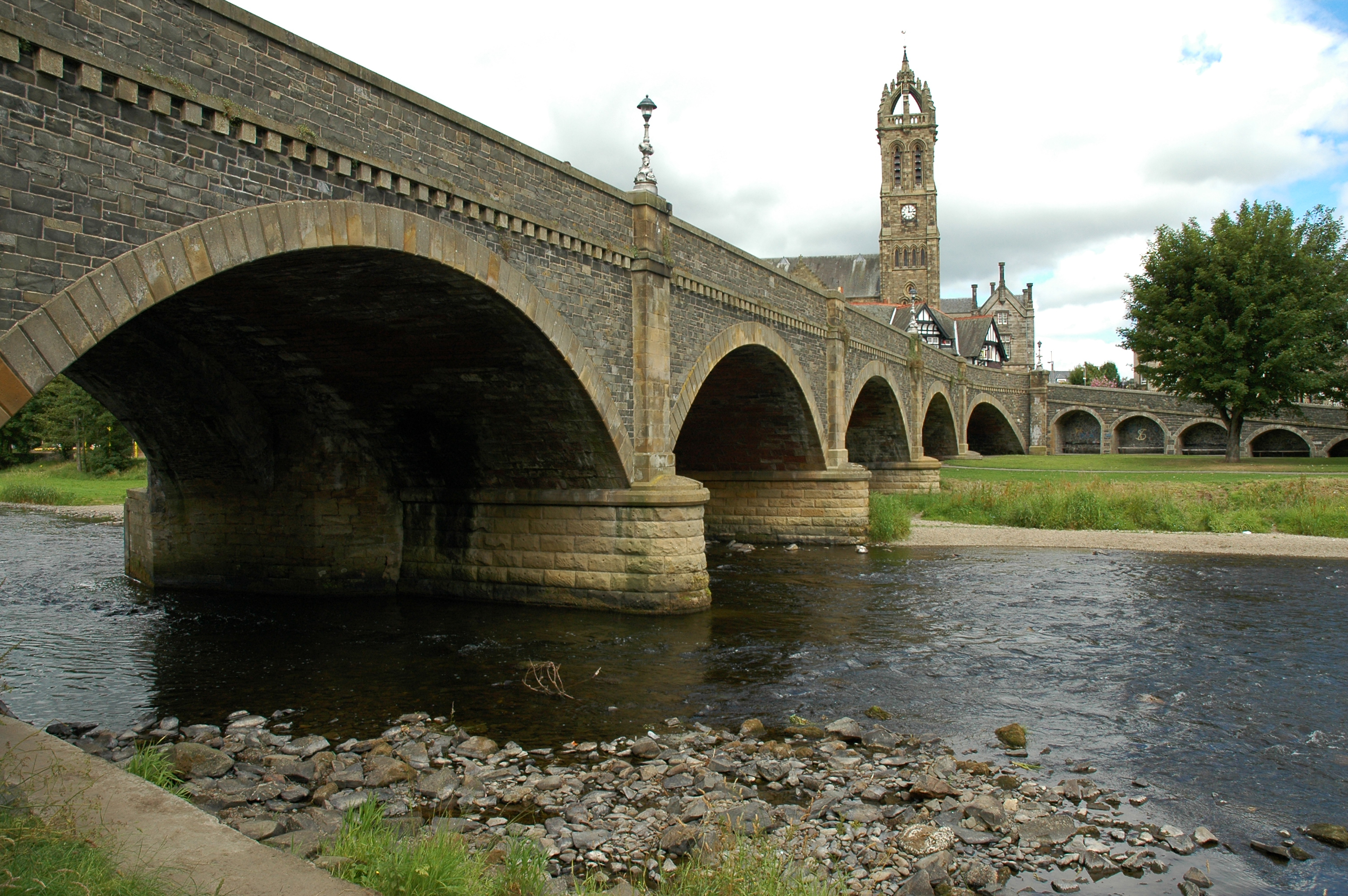
피블스

피블스(영어: Peebles, 스코틀랜드 게일어: Na Pùballan)는 스코틀랜드 스코티시보더스의 도시로 인구는 8,159명(2001년 기준)이다.